# Заводской проезд (Москва)
Заводско́й прое́зд (название с 18 ноября 1949 года) — проезд в Восточном административном округе города Москвы на территории района Измайлово.

## История
Проезд получил своё название, носящее идеологический характер, но не связанное с конкретным предприятием, 18 ноября 1949 года.

## Расположение
Заводской проезд проходит от 1-й Парковой улицы на северо-восток, пересекает 2-ю и 3-ю Парковые улицы, поворачивает на восток, с севера к нему примыкает 4-я Парковая улица, далее проезд пересекает 5-ю Парковую улицу и проходит до 6-й Парковой улицы. Нумерация домов начинается от 1-й Парковой улицы.

## Транспорт

### Наземный транспорт
По Заводскому проезду не проходят маршруты наземного общественного транспорта. Южнее проезда расположены остановки «Метро „Измайловская“» автобусных маршрутов № т51, 34, 34к, 97, 223.

### Метро
- Станция метро «Измайловская» Арбатско-Покровской линии — южнее проезда, на Измайловском проспекте.